# Kaspars Gerhards
Pour les articles homonymes, voir Gerhards.
Kaspars Gerhards, né le 7 février 1969 à Jelgava, est un homme politique letton membre de l'Alliance nationale (NA). Il est ministre de l'Économie entre 2007 et 2009, ministre des Transports de 2009 à 2010, ministre de l'Environnement entre 2014 et 2019, et ministre de l'Agriculture de 2019 à 2022.

## Biographie

### Formation et vie professionnelle
Après avoir obtenu en 1993 un diplôme en économie de l'université de Lettonie, il devient vice-ministre des Affaires économiques. Il quitte ce poste en 1995, et travaille de 1996 à 1999 en tant que conseiller économique du président de la République Guntis Ulmanis. Il retourne ensuite au ministère, à un poste de secrétaire d'État.

### Parcours politique
Il est nommé ministre des Affaires économiques dans le second gouvernement de coalition de centre-droit du Premier ministre libéral Ivars Godmanis le 20 décembre 2007, sur proposition du parti Pour la patrie et la liberté (TB/LNNK), dont il n'est alors pas membre. Il y adhère en janvier 2008. À la suite d'un changement de majorité, il devient ministre des Transports le 12 mars 2009, dans le premier gouvernement du Premier ministre conservateur Valdis Dombrovskis.
Il se présente aux élections législatives du 2 octobre 2010 sur une liste de la coalition Alliance nationale mais échoue à se faire élire à la Diète.
Le 5 novembre 2014, il est choisi par la NA pour occuper le poste de ministre de la Protection de l'environnement et du Développement régional dans le second cabinet de la Première ministre conservatrice Laimdota Straujuma. Reconduit dans l'exécutif de l'écologiste Māris Kučinskis le 11 février 2016, il devient ministre de l'Agriculture le 23 janvier 2019 dans le premier gouvernement du conservateur Arturs Krišjānis Kariņš.